# Виноградов, Сергей Арсеньевич
Серге́й Арсе́ньевич Виногра́дов (1 [13] июля 1869 или 1 [13] июня 1869, Большие Соли, Костромская губерния — 5 февраля 1938[…], Рига) — русский живописец и график, представитель круга «русских импрессионистов», заметная фигура среди московских художников времён Серебряного века, в последующем — эмигрант первой волны, педагог. Академик (с 1912) и действительный член (с 1916) Императорской Академии художеств, один из членов-учредителей (в 1903) «Союза русских художников».

## Биография
Родился 1 (13) июля (по другим данным, 1 (13) июня) 1869 года в селе Большие Соли Костромской губернии (ныне посёлок городского типа Некрасовское Ярославской области) в семье священника.
В возрасте одиннадцати лет был привезён в Москву к своему земляку, художнику Павлу Сорокину, потом жил у его старшего брата Евграфа Сорокина. В 1880—1889 годах учился в Московском училище живописи, ваяния и зодчества (классы Е. С. Сорокина, В. Е. Маковского, В. Д. Поленова, И. М. Прянишникова). В 1888 году, окончив училище с большой золотой медалью, получил звание классного художника. В 1889 году поступил в Академию художеств к Б. П. Виллевальде и К. Б. Венигу, но по состоянию здоровья оставил учёбу и стал членом «Товарищества передвижных художественных выставок».
В конце 1880-х — начале 1890-х годов служил преподавателем в Училище изящных искусств художника-архитектора А. О. Гунста. В 1890—1898 годах преподавал в харьковском ремесленном училище, в 1898—1913 годах — в Строгановском училище.
Был одним из инициаторов основания и проведения выставки работ общества «36 художников» в 1901 году, участвовал в основании «Союза русских художников» в декабре 1903 года, из которого в том же году вышел.
На рубеже веков совершал поездки в Париж, где видел работы Ж. Ф. Рафаэлли, Ж. Л. Форена, лично наблюдал за работой П. О. Ренуара (женские образы которого на некоторое время повлияли на манеру творчества Виноградова), любил посещать галерею Дюран-Рюэля.
В 1912 году стал академиком Академии художеств, с 1916 года — её действительным членом. Во время Первой мировой войны рисовал плакаты в поддержку русской армии.
В декабре 1923 года, во время подготовки выставки русского искусства в Нью-Йорке 1924 года, оказался проездом в Риге, где жило много знакомых художников (Н. П. Богданов-Бельский, К. С. Высотский, Л. Либертс), тепло его принявших, и решил остаться в Латвии.
С конца лета 1924 года жил в Риге (с 1925 года — со своей бывшей ученицей в Строгановском училище И. К. Войцеховской), с 1927 года — в имении Лобарж, близ Резекне; преподавал. 
Умер в Риге 5 февраля 1938 года. Похоронен на Покровском кладбище.

## Творчество
Творчество Виноградова характерно для основного ядра «Союза русских художников». Большое влияние на него оказало детство, проведённое в семье потомственного служителя церкви, а также монументальная живопись, над которой много работал его первый учитель Е. С. Сорокин.
Писал жанровые картины, портреты, интерьеры, пейзажи. В конце 1890-х годов в картинах на крестьянскую тему много солнца. Позже проявляется попытка ухода от стиля передвижников, работы 1910-х годов содержат элементы импрессионизма, пейзажи пишутся в декоративно-пленэрной манере. В 1914—1917 годах работал в открытке военной тематики.
Наиболее интересные работы выполнены в период активной деятельности в «Союзе русских художников».

## Работы
- 1890 — «Обед работников», Третьяковская галерея
- 1893 — «Бабы», Третьяковская галерея
- 1907 — «В усадьбе осенью», Третьяковская галерея
- «Дети», Одесский художественный музей
- «Девушка», Одесский художественный музей.

По «Воспоминаниям» Т. Фохт-Ларионовой, написанным в 1970-х годах, «двенадцать картин его находятся в Третьяковской галерее и много его полотен по разным городам России и за рубежом…»

## Картины
- На даче
- На работу
- Звонница Псково-Печерского монастыря
- Играет
- Домик в Малом Власьевском переулке
- Мальчик спускается к реке
- В доме
- В келье
- Барышня в сарафане
- Баба
- Подруги
- Бабы тульские
- Двор Конвента в Риге
- Купола  Успенского собора
- Нищие
- Купчиха за самоваром
- К преподобному
- Деревенские мальчики
- Церковь Воскресения в Кадашах
- Алупка
- Крым в мае
- Лесной ручей

## Рукопись
- Записная книжка Виноградова с заметками дневникового характера, перечнем картин, записями расходов и долгов и др. Оцифрованная рукопись на сайте РГБ.